# Camptochaeta uniformis
Camptochaeta uniformis är en tvåvingeart som först beskrevs av Werner Mohrig och Menzel 1990.  Camptochaeta uniformis ingår i släktet Camptochaeta och familjen sorgmyggor. Arten är reproducerande i Sverige. Inga underarter finns listade i Catalogue of Life.